# Wiedergewonnene Gebiete

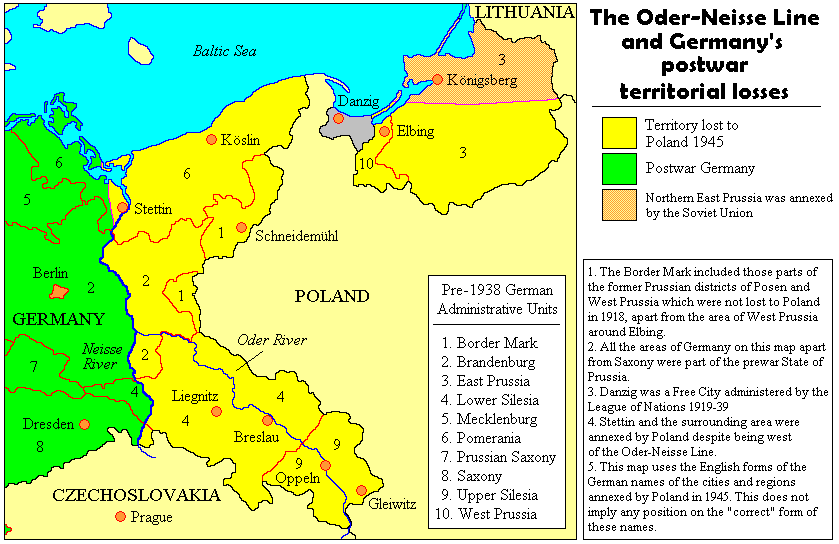
Die Wiedergewonnenen Gebiete (gelb und grau)

Wiedergewonnene Gebiete (polnisch Ziemie Odzyskane) ist ein polnischer Terminus für die Ostgebiete des Deutschen Reiches und die Freie Stadt Danzig, die am Ende des Zweiten Weltkriegs von der Roten Armee der Volksrepublik Polen übergeben worden sind. Die polnische Regierung schuf eigens ein Ministerium für die Wiedergewonnenen Gebiete; Minister war der stellvertretende Ministerpräsident Władysław Gomułka.
Historische Rechte Polens auf diese Gebiete wurden damit erklärt, dass sie zu dem Herrschafts- oder Interessenbereich der Piasten oder der Jagiellonen gehörten. Die Übernahme der Ostgebiete durch Polen wurde auch als Schadensersatz für die verlorenen Ostgebiete wahrgenommen.

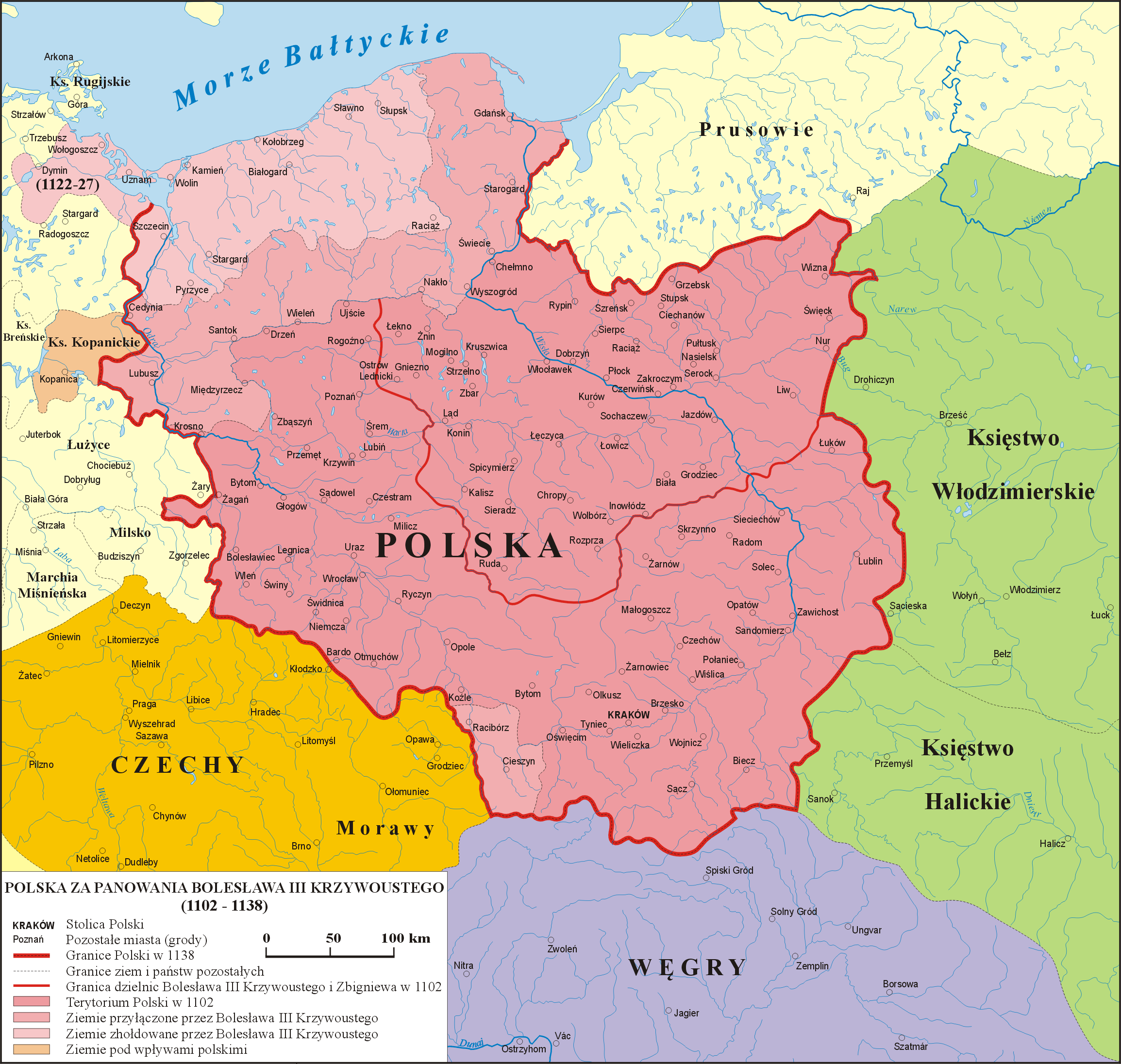
Polen zu der Zeit Bolesław Schiefmund

## Gebiete

Westverschiebung Polens; Territorialverlust – grau, Territorialgewinn – rosa

Im Einzelnen umfassen die Gebiete, deren Übergabe an Polen von März bis etwa August/September 1945 stattfand, folgende Territorien:
- den größeren, südlichen Teil der früheren Provinz Ostpreußen: Gesamtumfang 36.966 km², abzüglich der an Russland gelangten späteren Oblast Kaliningrad mit 15.125 km²
- die ehemaligen preußischen Provinzen Oberschlesien und Niederschlesien ohne deren westlich der Neiße liegenden (heute zu Sachsen gehörenden) Teil um Görlitz: 34.529 km²
- die frühere preußische Provinz Pommern östlich der Oder (das historische Hinterpommern) sowie Stettin und die Odermündung: 31.301 km²
- den Regierungsbezirk Frankfurt der früheren preußischen Provinz Brandenburg ohne seinen westlich von Oder und Neiße gelegenen Teil: 11.329 km²
- ein Teil des Landes Sachsen östlich der Neiße um die Stadt Reichenau in Sachsen: 142 km²
- die ehemalige Freie Stadt Danzig.

Die preußische Grenzmark Posen-Westpreußen (die 1919 bei Deutschland verbliebenen Restgebiete der Provinzen Posen und Westpreußen) mit einem Gebiet von 7.695 km² wurde 1938 unter ihren drei Nachbarprovinzen aufgeteilt und ist in den obigen Zahlen mit eingerechnet.
Der Gesamtumfang der Ostgebiete beträgt 114.267 km² (die Differenz zu 114.269 km² ergibt sich aufgrund von Rundungen), was etwa einem Viertel Deutschlands in den Grenzen von 1937 entsprochen hat.
In den Ostgebieten des Deutschen Reiches lebten im Jahr 1939 etwa 9.620.800 Menschen (davon 45.600 ohne deutsche Staatsangehörigkeit). Von diesen entfielen auf
- Ostpreußen: 2.488.100 Einwohner (davon 15.100 ohne deutsche Staatsangehörigkeit),
- Schlesien: 4.592.700 Einwohner (davon 16.200 ohne deutsche Staatsangehörigkeit; Zahlen der Bevölkerung Zittaus enthalten),
- Pommern: 1.895.200 Einwohner (davon 11.500 ohne deutsche Staatsangehörigkeit),
- Ost-Brandenburg: 644.800 Einwohner (davon 2.800 ohne deutsche Staatsangehörigkeit).

Wichtige Städte in den ehemaligen Ostgebieten sind unter anderem Breslau (1925: 614.000 Einwohner), Stettin (270.000), Hindenburg O.S./Zabrze (132.000), Waldenburg (130.000) und Gleiwitz (109.000).

## Ministerium für die Wiedergewonnenen Gebiete

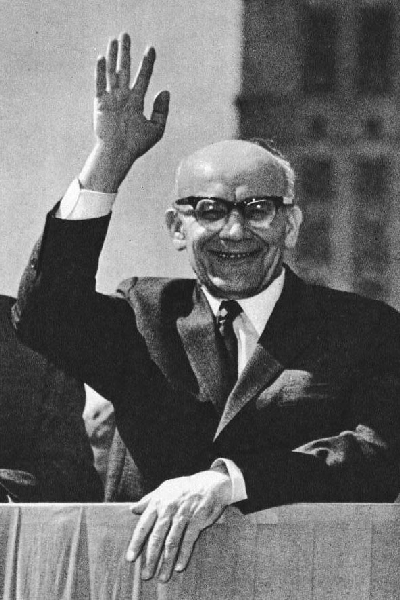
Władysław Gomułka leitete 1945–1949 das polnische Ministerium für die Wiedergewonnenen Gebiete

Das Ministerium für die Wiedergewonnenen Gebiete (polnisch Ministerstwo Ziem Odzyskanych, MOZ) wurde am 13. November 1945 mit dem Dekret Nr. 29 gegründet. Ihm wurde das Staatliche Repatriierungsamt eingegliedert. Der Leiter war Józef Jaroszek. Die Behörde hatte zunächst ihren Sitz in Breslau und später in Łódź. Die Aufgaben des MOZ waren:
- die Ausarbeitung von Richtlinien für die Staatspolitik in den Wiedergewonnenen Gebieten sowie eines Planes für ihre Bewirtschaftung und die Überwachung seiner Ausführung,
- die Durchführung einer planmäßigen Ansiedlungsaktion (Zwangsumsiedlung von Polen aus den ehemaligen polnischen Ostgebieten 1944–1946),
- die Versorgung der Bevölkerung mit Gütern, die ihre wirtschaftlichen Bedürfnisse befriedigen,
- die Verwaltung des ehemals deutschen Vermögens,
- die Verwaltung der Wiedergewonnenen Gebiete, wobei der Zuständigkeit des Ministers für die Wiedergewonnenen Gebiete alle Angelegenheiten unterstehen, welche außerhalb dieser Gebiete zur Zuständigkeit des Ministers für öffentliche Verwaltung gehören,
- die Koordinierung oder Anregung der Tätigkeit der anderen Minister und der ihnen in den Wiedergewonnenen Gebieten unterstellten Behörden, mit Ausnahme aller Angelegenheiten, welche in den Aufgabenbereich des Ministeriums für Auswärtige Angelegenheiten sowie des Ministeriums für Schifffahrt und Außenhandel fallen.

Dabei griff das Ministerium auf die Erfahrungen zurück, die man in Polen bereits nach dem Ersten Weltkrieg mit der Annexion von Westpreußen, Posen und Teilen Oberschlesiens gemacht hatte. Wörtlich heißt es im Artikel 4 des Dekrets 29: „Die im Gebiet des Bezirksgerichts Posen geltende Gesetzgebung und für den Bereich des Arbeitsrechts die im oberschlesischen Teil der Wojewodschaft Schlesien geltende Gesetzgebung werden auf die Wiedergewonnenen Gebiete ausgedehnt.“
Das Ministerium wurde zum wichtigsten Instrument des Staates, um das Tempo und das Ausmaß der Migration in die ehemals deutschen Gebiete zu regulieren. Es wurde am 21. Januar 1949 aufgelöst.

## Entwicklung

### Ab 1947
Um die Tätigkeit der ukrainischen Partisanen zu verhindern, wurden im Zuge der Aktion Weichsel etwa 150.000 Ukrainer (und zu den Ukrainern verwandte Volksgruppen wie die Lemken) in die Wiedergewonnenen Gebiete zwangsumgesiedelt. Einziges Kriterium dabei war ihre Ethnie. Betroffen waren somit auch Ukrainer, die pro-kommunistisch waren oder als Soldaten der polnischen Volksarmee gedient hatten. Nach dem Ende der Aktion Weichsel wurden verschiedene administrative Hürden geschaffen, um die Rückkehr der Ukrainer in ihre angestammten Siedlungsgebiete zu verhindern. In einem Dekret vom 27. September 1947 wurden die Ukrainer ihrer alten Besitztümer enteignet. Durch ein weiteres Dekret vom 28. August 1949 gingen die griechisch-katholischen Kirchen in staatlichen Besitz über.

### 1948–1950
In den Jahren 1948 und 1949 kamen nur noch 400.000 Menschen polnischer Herkunft in den Wiedergewonnenen Gebieten zur Ansiedlung. Am 3. Dezember 1950 fand die zweite Volkszählung nach dem Krieg statt. In den Wiedergewonnenen Gebieten lebten 5.967.000 Menschen, darunter 3.093.700 auf dem Lande und 2.874.300 in den Städten. Knapp 2,5 Millionen kamen aus Zentralpolen und 1.594.992 kamen aus dem ehemaligen polnischen Osten. In den Wiedergewonnenen Gebieten lebten aber rund 2,5 Millionen Menschen weniger als in der Vorkriegszeit. Es fehlte der Volksrepublik Polen einfach an Menschen, die Gebiete adäquat zu besiedeln. Aus diesem Grund ging man dazu über, ausreisewilligen Deutschen nun die Ausreise zu verweigern oder zu erschweren.

## Ausreiseverbot und Zwangsabgaben für deutsche Arbeitnehmer
Die Vermeidung der Aussiedlung deutscher Arbeitnehmer, die die polnische Wirtschaft in den Wiedergewonnenen Gebieten gefährdet hätte, wurde vom Ministerium für die Wiedergewonnenen Gebiete bereits in einem Rundschreiben vom 15. Januar 1946 festgelegt und weiter durch ein Rundschreiben vom 26. Januar 1946 präzisiert. In Abhängigkeit ihrer Qualifikation wurden deutsche Beschäftigte in drei Gruppen eingeteilt, die durch Farben der ausgestellten Bescheinigung sichtbar gemacht wurden. Die Gruppe 1 mit der weißen Farbe waren Arbeitnehmer, die im Hinblick auf die Produktionskontinuität unerlässlich geworden waren. Die Gruppe 2 (blaue Karte) bildeten Beschäftigte, die in Polen der Nachkriegszeit nicht häufig vertreten waren, z. B. Hochseefischer. Die Gruppe 3 (rote Karte) bildeten ausgezeichnete Spezialisten. Bei den ersten beiden Gruppen wurde die Ausreise je nach Bedarf verzögert, bei der letzten Gruppe auf unbestimmte Zeit untersagt. Zur Ausstellung dieser Bescheinigungen bildete das Ministerium spezielle Büros zur Ausgabe von Bescheinigungen deutscher Fachleute, die generell grüne Bescheinigungen ausstellten. Deren Inhaber konnten Polen ohne Einverständnis des genannten Büros verlassen. Ende Juli 1947 umfasste der Kreis der so Beschäftigen mit ihren Familien ca. 67.000 und die Anzahl der Personen, die für die sowjetische Armee in Anspruch genommen wurden, 45.000.
Am 19. September 1946 beschloss das Ministerium für die Wiedergewonnenen Gebiete, dass die Arbeitgeber 25 % des Lohnes der deutschen Beschäftigten für den Wiederaufbau der Wiedergewonnenen Gebiete abzuführen hätten. Damit blieb den deutschen Arbeitnehmern, die im Nachkriegspolen ohnehin schon diskriminiert wurden, nur noch ¾ ihres kargen Lohnes übrig. Dieser Beschluss wurde erst im Juli 1949 wieder aufgehoben. Des Weiteren wurde den deutschen Arbeitnehmern nur der Rentenanspruch gewährt, den sie im Nachkriegspolen erworben hatten. Die Zeiten, die sie für den deutschen Staat gearbeitet hatten, blieben unberücksichtigt.

## Zwangspolonisierung der wiedergewonnenen Gebiete

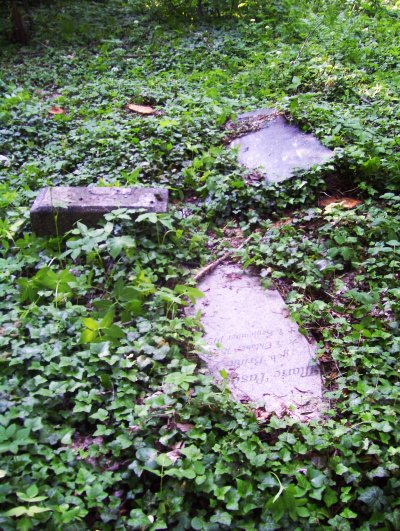
Deutsche Grabsteine auf dem Ehrenfriedhof Arys

Simultan zur Umsiedlung setzte nun das Ministerium für die Wiedergewonnenen Gebiete die Polonisierung der „wiedergewonnenen Gebiete“ ein. Der Gebrauch aller nicht-polnischen Sprachen wurde ebenso verboten wie das Benutzen nicht-polnischer Orts- und Personennamen. Über 11.000 Ortschaften, Berge und Flüsse erhielten polnische Namen. Zur Festsetzung der nun amtlichen Ortsnamen in den wiedergewonnenen Gebiete bildete der Artikel 2 der Verordnung des Präsidenten der Republik vom 24. November 1934 (Amtsblatt der Republik Polen Nr. 94, Pos 850) – die schon in den Gebieten Pommerellen, Posen und Ostoberschlesien ihre Anwendung gefunden hatte – sowie der Artikel 2 des Dekretes vom 13. November 1945 bezüglich der Verwaltung der Wiedergewonnenen Gebiete (Amtsbl. der Republik Polen Nr. 51, Pos. 295) die Rechtsgrundlage. Die Übereinstimmung mit diesen Verordnungen wurde die Festlegung amtlicher Bezeichnungen samt ihrer Schreibweise und ihren Veränderungen dem Minister für öffentliche Verwaltung sowie dem Minister für die Wiedergewonnenen Gebiete übertragen. Die Betroffenen erhielten zumeist von staatlicher Seite einen neuen polnischen Vor- und Familiennamen. Ebenso wurden alle nicht-polnischen Kultureinrichtungen (Zeitungen, Kirchen, Theater, Schulen und sonstige Einrichtungen) geschlossen. Wie rigoros und kleinlich man dabei vorging, mag das Rundschreiben des Ministeriums für die Wiedergewonnenen Gebiete vom 26. April 1948 verdeutlichen. In dem Schreiben wird bemängelt, dass die Spuren des Deutschtums nicht überall und nicht vollständig beseitigt worden seien. So würden in manchen Ämtern immer noch deutsche Formulare benutzt, und in einigen Gaststätten ständen immer noch Aschenbecher mit deutschen Inschriften. Alle Relikte des Deutschtums müssten sofort beseitigt werden. Noch schwieriger gestaltete sich das Verbot der deutschen Sprache, die in der Öffentlichkeit nun verboten war. Tatsächlich wurde auf vielen städtischen und staatlichen Dienststellen noch Deutsch gesprochen, denn Kraft-, Gas- und Wasserwerke, die Telefonvermittlungen und Straßenbahnen kamen anfangs nicht ohne das deutsche Fachpersonal aus. Allerdings konnte das Ministerium auf dem Gebiet der polnischen Orthographie erreichen, dass entgegen richtiger Schreibung in den ersten Nachkriegsjahren das Wort „Deutscher“ nun immer klein geschrieben werden musste, also statt Niemiec nun nur noch niemiec.

## Katholische Kirche

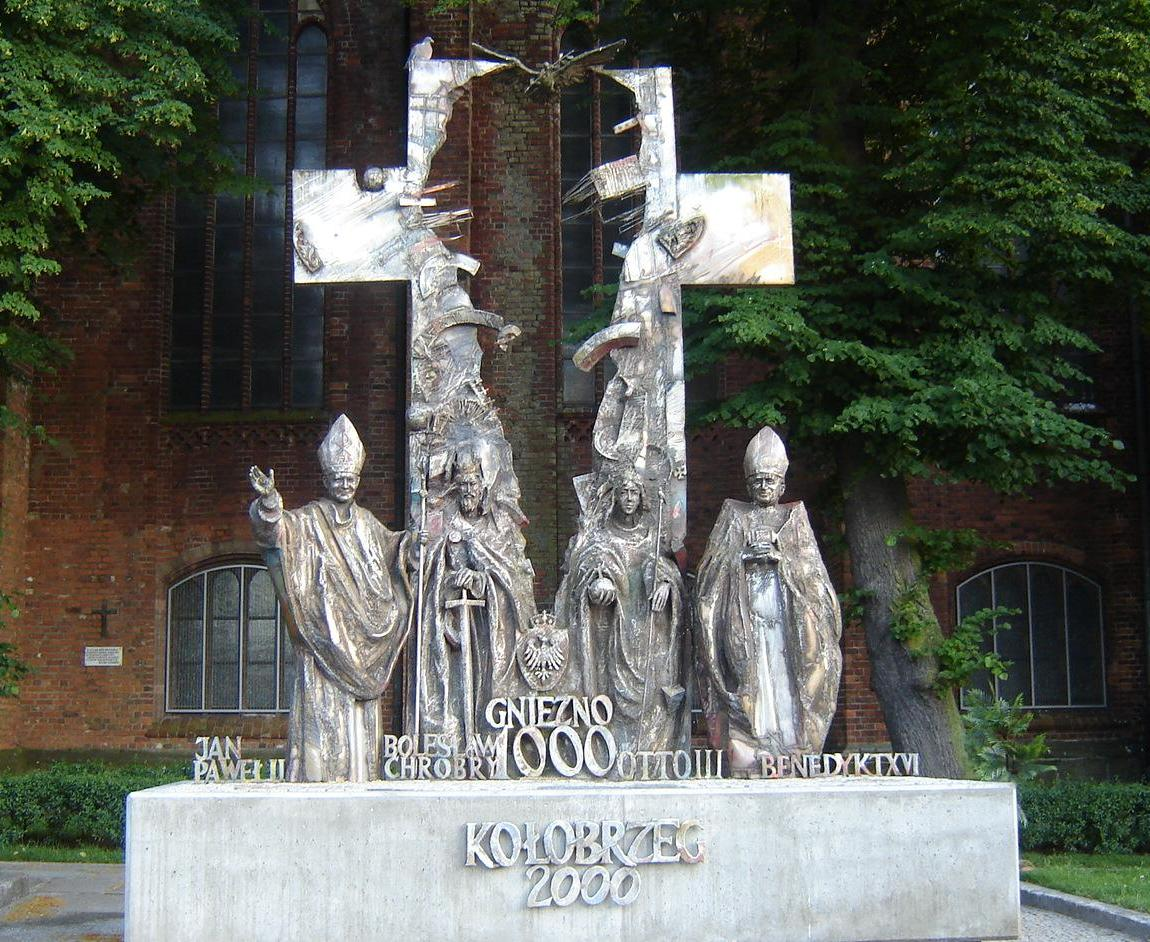
Denkmal in Kołobrzeg (Kolberg) zur Erinnerung an den Akt von Gnesen. Im Rahmen des Akts erfolgte die Gründung des ersten Bistums in Pommern unter dem Bischof Reinbern: Johannes Paul II. (li.) und Benedikt XVI. (re.)

Der polnische Primas August Hlond wirkte im Sommer 1945 mittels einer angeblichen „Ermächtigung“ durch Papst Pius XII. auf deutsche Bischöfe und Geistliche ein, sich zusammen mit ihren Kirchengemeinden der Vertreibung nach Westen zu fügen. So wurden beispielsweise die deutschen Bischöfe Maximilian Kaller von Ermland, Carl Maria Splett von Danzig und Joseph Martin Nathan, der das Amt des Kommissars für den in Schlesien liegenden preußischen Anteil des Erzbistums Olmütz bekleidete, von Hlond aus ihren Diözesen entfernt. Eigenmächtig ernannte er zudem in den ehemals deutschen Bistümern Administratoren und verlangte vom gewählten Breslauer Kapitularvikar Ferdinand Piontek den freiwilligen Amtsverzicht (Resignation). Der Bischof des Erzbistums Kattowitz, Stanisław Adamski, begründete eine Woche nach der Kapitulation der deutschen Wehrmacht am 15. Mai 1945 seine Aufforderung an die Deutschen, Schlesien zu verlassen, mit dem Argument:

„Es ist doch nur die Realisierung des Grundsatzes, den die Nazis so grausam auf den Gebieten der westlichen polnischen Woiwodschaften aufgeführt haben.“

Für den Primas der katholischen Kirche Stefan Wyszyński war es eine große Freude, als er 1962 bei einer Vorbesprechung auf das Zweite Vatikanische Konzil in Rom, bei einer Audienz mit Papst Johannes XXIII. von diesem in Bezug auf die Oder-Neiße-Gebiete die Formulierung hören konnte:

„nach Jahrhunderten wiedergewonnene Westgebiete“

Damit war für den Primas der katholischen Kirche Polens nicht nur die Hoffnung verbunden, dass der Papst zur 1000-Jahr-Feier Polens komme, sondern dass der Vatikan den Maßnahmen seines Vorgängers Hlond die kirchliche Anerkennung erteilen möge. Im Erzbistum Breslau, im Bistum Ermland und in der Freien Prälatur Schneidemühl amtierten nämlich lediglich polnische Titular-Bischöfe als Administratoren: Es gab zwar einen polnischen Bischof in Breslau, aber keinen polnischen Bischof von Breslau. Den deutschen Katholiken gewährte der Vatikan sogenannte Kapitularvikare – deutsche Prälaten, die in Deutschland eine Art Exilregierung für die Bistümer in den Wiedergewonnenen Gebieten bildeten. Ihre praktische Bedeutung war gering, aber für den polnischen Klerus war sie eine Provokation. Doch diese Hoffnungen zerschlugen sich, als am 21. Juni 1963 Papst Paul VI. gewählt wurde. Am 14. September 1965 bat der Primas von Polen den Papst, dass er doch zum Anlass der 1000-Jahr-Feier im Nationalheiligtum Jasna Góra am 3. Mai 1966 das Ostblockland besuchen möge. Doch Paul VI. verlangte vom polnischen Klerus eine Geste der Versöhnung mit der deutschen Katholischen Kirche. Dies stellte den polnischen Klerus vor die Zerreißprobe. Am 1. September 1965 hatte die polnische Bischofskonferenz zur „20-Jahr-Feier der Organisierung des kirchlichen Lebens in den Wiedergewonnenen Gebieten“ erklärt, diese Erde sei untrennbar mit dem polnischen Mutterland vereint. Primas Kardinal Stefan Wyszyński predigte dazu im Breslauer Dom:

„Hier waren wir, und hier sind wir wieder. […] Wenn wir diese piastischen Gotteshäuser sehen, wenn wir ihrer Sprache lauschen, dann wissen wir, dass das kein deutsches Erbe ist. Das ist polnische Seele. Sie waren niemals deutsch und sind nicht deutsch.“

Am 18. November 1965, kurz vor Ende des Zweiten Vatikanischen Konzils, überreichten polnische Bischöfe ihren deutschen Amtskollegen den berühmten Brief, in dem sie u. a. ihre deutschen Amtskollegen zur 1000-Jahr-Feier einluden. Doch die Antwort der deutschen Amtskollegen war sehr zurückhaltend, zur Oder-Neiße-Grenze fand sich kein Wort. Dies wagte innerhalb der deutschen Katholiken zuerst der Bensberger Kreis in einem 1968 verfassten Memorandum. Mit der Verkündung der Episcoporum Poloniae coetus am 28. Juni 1972 kam dann der Vatikan den Wünschen des polnischen Klerus nach einer Neuordnung der Ostdiözesen nach. Abgeschlossen wurde dieser Prozess mit der Bulle des Papstes Johannes Paul II.: Totus Tuus Poloniae populus von 25. März 1992, die die Neuorganisation der Verwaltungseinheit der katholischen Kirche in Polen regelte. Es war die größte Reorganisation der katholischen Kirche in Polen seit 1945.

## Kunst- und Kulturgüter

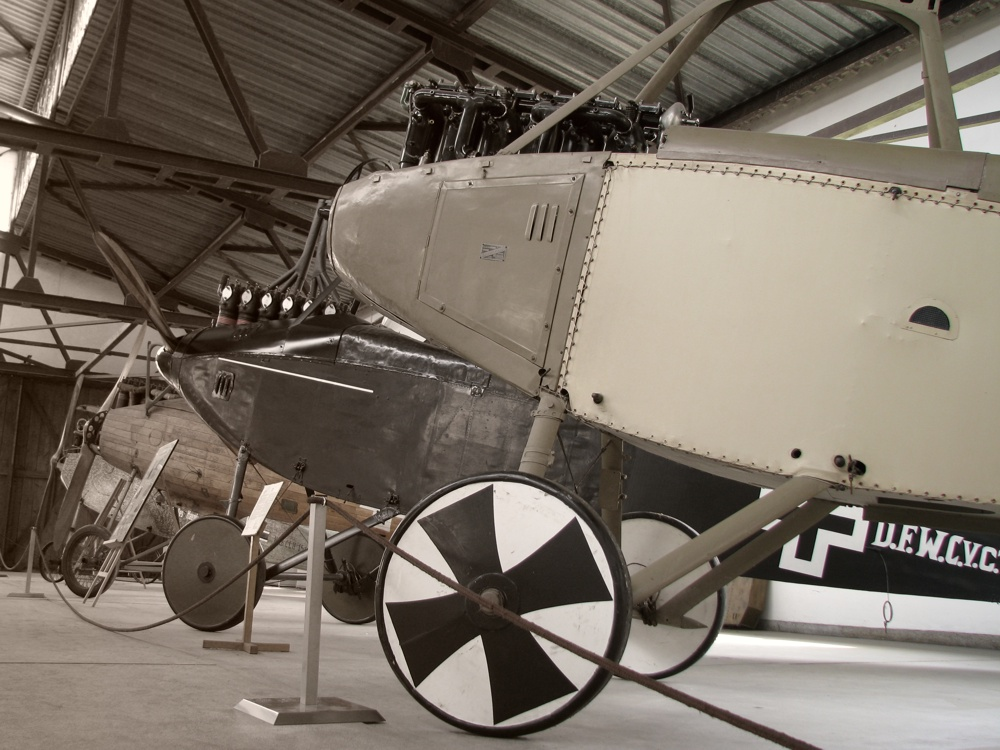
Aviatik C.III, durch Grenzverschiebung nach Polen gelangt

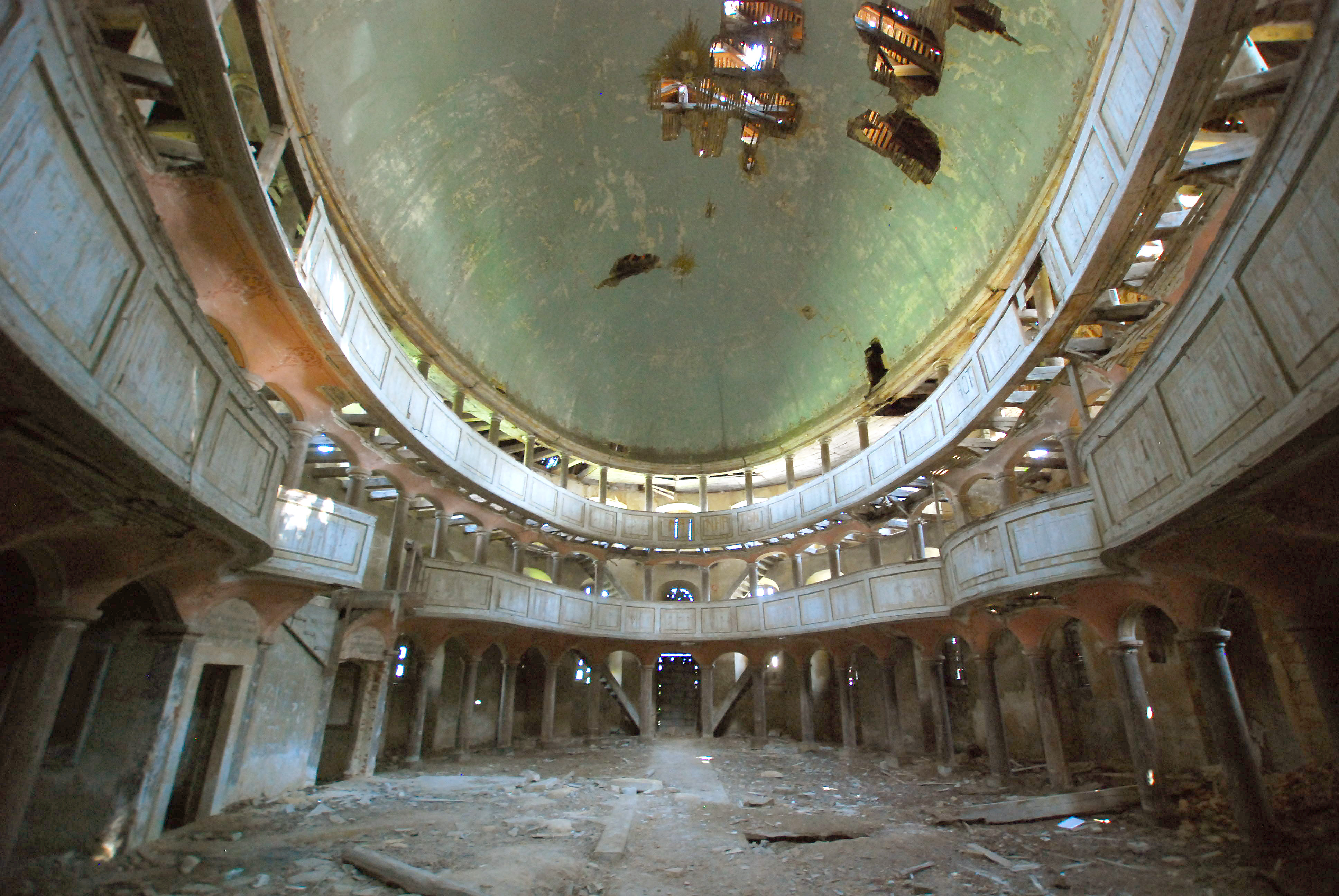
Nach dem Krieg zur Ruine gewordene evangelische Kirche in Żeliszów (deutsch Giersdorf)

Bei der Polonisierung der Wiedergewonnenen Gebiete wurden zahlreiche deutsche Kulturgüter zerstört. Dazu gehören viele deutsche Friedhöfe, Bismarckdenkmale, Kaiser-Wilhelm-Denkmale aber auch Denkmale an Orte der deutschen Geschichte wie das deutsche Nationaldenkmal von Bellwitzhof und andere Schlachtdenkmäler. Generell galt: Kulturgüter wurden entfernt oder zerstört, wenn sie sich ausschließlich auf die deutsche Vergangenheit bezogen, bzw. in keiner Weise mit einer polnischen Vergangenheit in Beziehung setzen ließen. So wurde die Marienburg, die nach der polnischen Geschichtsschreibung als Zwingburg des Deutschtums in Polen galt, nur restauriert, weil sie in den Jahren 1457 bis 1772 in polnischem Besitz war. Kirchliche und sakrale Kunst- und Kulturgüter blieben von dieser historischen Betrachtungsweise ausgenommen. Die Mehrzahl der protestantischen Kirchen wurden für die katholische Kirche „wiedergewonnen“. Zwar wurde die Ausstattung des Inventars der katholischen Liturgie angepasst, aber zu einem erheblichen Eingriff in die architektonischen Zusammenhänge kam es in der Regel nicht. Anders als in der Sowjetischen Besatzungszone wurden die kirchlichen Gebäude gesichert und Kriegsschäden beseitigt. Bei profanen Kunstgütern wurden alle, die sich dem Land zuordnen ließen, unabhängig ihrer nationalen Zuordnung in Museen verbracht und pfleglich behandelt, wie etwa Das Jüngste Gericht von Hans Memling.
Ein schwieriges und komplexes Kapitel sind die deutschen Kunst- und Kulturgüter, die sich zufällig, meist kriegsbedingt, in den Wiedergewonnenen Gebieten bei der Übernahme befanden. Als bestes Beispiel hierfür gilt die Sammlung Berlinka (polnisch für „aus Berlin stammend“), auch Pruski skarb („Preußenschatz“). Nachdem diese am Ende des Zweiten Weltkrieges aus der Preußischen Staatsbibliothek zu Berlin in das Kloster Grüssau ausgelagert worden war, wurde sie im Frühjahr 1945 von dort abtransportiert. Über vier Jahrzehnte galt sie als Kriegsverlust, bis man sich in Polen offenbarte und bekannt gab, dass sie in der Jagiellonenbibliothek in Krakau verwahrt werde. 1965 gab es für einen Teil eine Rückführung der Bestände aus Polen. Das Polnische Luftfahrtmuseum Krakau zählt zu seinen Schätzen auch Stücke aus der ehemaligen Deutschen Luftfahrtsammlung in Berlin. Die Koordinierungsstelle für Kulturgutverluste fordert bislang vergeblich die Rückführung nach Deutschland. Im Jahr 1991, nach dem Ende des Kalten Krieges, wurden die Verhandlungen zwischen Polen und der Bundesrepublik Deutschland erneut aufgenommen: Obwohl es Artefakte sind, die weder etwas mit den Wiedergewonnenen Gebieten noch etwas mit der polnischen Geschichte zu tun haben, wird die Rückgabe verweigert. Dem Argument von deutscher Seite, dass es sich um Beutekunst handle, die nach der Haager Landkriegsordnung nicht zum legitimen Besitz Polens gehöre, begegnet man auf polnischer Seite mit dem Argument, dass Polen nicht durch den Krieg, sondern durch eine Grenzverschiebung zum legitimen Besitzer der Kulturgüter geworden sei. Allerdings kann man in diesem Fall nicht von „wiedergewonnenen Kulturgütern“ sprechen, sondern eher von „durch Gelegenheit erlangten“.